# Olympische Sommerspiele 1956/Schwimmen – 100 m Rücken (Männer)
Der Wettbewerb über 100 Meter Rücken der Männer bei den Olympischen Sommerspielen 1956 in der australischen Metropole Melbourne wurde vom 4. bis zum 6. Dezember im Olympic Swimming Stadium ausgetragen.

## Teilnehmende Nationen
Insgesamt nahmen 25 Schwimmer aus 14 Nationen an dem Wettbewerb teil.
| - Australien (3) - Brasilien (1) - BR Deutschland (2) - Frankreich (3) - Hongkong (1) | - Japan (3) - Malaya (1) - Neuseeland (1) - Pakistan (1) - Philippinen (1) | - Tschechoslowakei (1) - Ungarn (1) - Vereinigte Staaten (3) - Vereinigtes Königreich (3) |

## Bestehende Rekorde
| Weltrekord         | Gilbert Bozon ( Frankreich)         | 1:01,2 min | Troyes, Frankreich | 27. Februar 1955 |
| Olympischer Rekord | Yoshi Oyakawa ( Vereinigte Staaten) | 1:05,4 min | Helsinki, Finnland | 1. August 1952   |

## Vorläufe
Es fanden vier Vorläufe statt. Die 16 schnellsten Schwimmer aller Vorläufe qualifizierten sich für die zwei Halbfinalläufe.

### Vorlauf 1
Der Franzose Robert Christophe verbesserte den olympischen Rekord um 1,2 s auf 1:04,2 min.
| Rang | Name              | Nation             | Zeit       |
| ---- | ----------------- | ------------------ | ---------- |
| 1    | Robert Christophe | Frankreich         | 1:04,2 min |
| 2    | John Hayres       | Australien         | 1:04,4 min |
| 3    | László Magyar     | Ungarn             | 1:06,1 min |
| 4    | Albert Wiggins    | Vereinigte Staaten | 1:06,2 min |
| 5    | Haydn Rigby       | Großbritannien     | 1:06,9 min |
| 6    | Ahmed Nazir       | Pakistan           | 1:10,7 min |

### Vorlauf 2
| Rang | Name             | Nation         | Zeit       |
| ---- | ---------------- | -------------- | ---------- |
| 1    | Graham Sykes     | Großbritannien | 1:06,2 min |
| 2    | Kazuo Tomita     | Japan          | 1:06,4 min |
| 3    | Gilbert Bozon    | Frankreich     | 1:06,4 min |
| 4    | Ekkehard Miersch | Deutschland    | 1:07,5 min |
| 5    | Lincoln Hurring  | Neuseeland     | 1:07,5 min |
| 6    | Pedro Cayco      | Philippinen    | 1:11,6 min |

### Vorlauf 3
| Rang | Name                 | Nation             | Zeit       |
| ---- | -------------------- | ------------------ | ---------- |
| 1    | David Theile         | Australien         | 1:04,3 min |
| 2    | Yoshinobu Oyakawa    | Vereinigte Staaten | 1:05,2 min |
| 3    | Keiji Hase           | Japan              | 1:06,3 min |
| 4    | John Brockway        | Großbritannien     | 1:07,7 min |
| 5    | João Gonçalves Filho | Brasilien          | 1:07,9 min |
| 6    | Cheung Kin Man       | Hongkong           | 1:14,0 min |

### Vorlauf 4
Der Australier John Monckton verbesserte den vom Franzosen Robert Christophe im ersten Vorlauf aufgestellten olympischen Rekord nochmals um 0,8 s auf 1:03,4 min.
| Rang | Name           | Nation             | Zeit       |
| ---- | -------------- | ------------------ | ---------- |
| 1    | John Monckton  | Australien         | 1:03,4 min |
| 2    | Frank McKinney | Vereinigte Staaten | 1:06,0 min |
| 3    | Dieter Pfeifer | Deutschland        | 1:06,7 min |
| 4    | Ladislav Bačík | Tschechoslowakei   | 1:06,9 min |
| 5    | Gérard Coignot | Frankreich         | 1:07,5 min |
| 6    | Hideo Ninomiya | Japan              | 1:09,2 min |
| 7    | Lim Heng Chek  | Malaya             | 1:12,4 min |

## Halbfinale
Es fanden zwei Halbfinalläufe statt. Die acht schnellsten Schwimmer qualifizierten sich für das Finale.

### Halbfinale 1
| Rang | Name              | Nation             | Zeit       |
| ---- | ----------------- | ------------------ | ---------- |
| 1    | John Monckton     | Australien         | 1:04,1 min |
| 2    | David Theile      | Australien         | 1:04,8 min |
| 3    | Yoshinobu Oyakawa | Vereinigte Staaten | 1:05,0 min |
| 4    | Graham Sykes      | Großbritannien     | 1:06,5 min |
| 5    | Kazuo Tomita      | Japan              | 1:06,5 min |
| 6    | Dieter Pfeifer    | Deutschland        | 1:07,6 min |
| 7    | László Magyar     | Ungarn             | 1:07,6 min |
| 8    | Ladislav Bačík    | Tschechoslowakei   | 1:07,9 min |

### Halbfinale 2
| Rang | Name              | Nation             | Zeit       |
| ---- | ----------------- | ------------------ | ---------- |
| 1    | Robert Christophe | Frankreich         | 1:04,6 min |
| 2    | John Hayres       | Australien         | 1:05,0 min |
| 3    | Frank McKinney    | Vereinigte Staaten | 1:05,3 min |
| 4    | Albert Wiggins    | Vereinigte Staaten | 1:06,4 min |
| 5    | Gilbert Bozon     | Frankreich         | 1:06,5 min |
| 6    | Keiji Hase        | Japan              | 1:06,5 min |
| 7    | Ekkehard Miersch  | Deutschland        | 1:06,6 min |
| 8    | Haydn Rigby       | Großbritannien     | 1:07,6 min |

## Finale
Der Australier David Theile verbesserte mit der Siegerzeit von 1:02,2 min den von seinem Landsmann John Monckton im vierten Vorlauf aufgestellten olympischen Rekord nochmals um 1,2 s.
| Rang | Name              | Nation             | Zeit       |
| ---- | ----------------- | ------------------ | ---------- |
| 1    | David Theile      | Australien         | 1:02,2 min |
| 2    | John Monckton     | Australien         | 1:03,2 min |
| 3    | Frank McKinney    | Vereinigte Staaten | 1:04,5 min |
| 4    | Robert Christophe | Frankreich         | 1:04,9 min |
| 5    | John Hayres       | Australien         | 1:05,0 min |
| 6    | Graham Sykes      | Großbritannien     | 1:05,6 min |
| 7    | Albert Wiggins    | Vereinigte Staaten | 1:05,8 min |
| 8    | Yoshinobu Oyakawa | Vereinigte Staaten | 1:06,9 min |